# Ь
Das Ь (Kleinbuchstabe ь; glagolitisch Ⱐ, russ. мягкий знак, ukr. знак м'якшення „Weichheitszeichen“; bulg. ер малък „kleines (J)er“ ist ein Buchstabe des kyrillischen Alphabets. Im Belarussischen, Bulgarischen, Russischen und Ukrainischen signalisiert er die Palatalisierung des vorhergehenden Konsonanten. Im Altkirchenslawischen beschrieb er einen kurzen Halbvokal zwischen e und i, bevor er in den meisten slawischen Sprachen zu einem e wurde oder verschwand. Der verwandte Buchstabe Ъ war ein Halbvokal zwischen u und o, wie in engl. bird.
Für Dobrovsky hatten die Halbvokale Ъ und Ь noch keinen selbständigen lautlichen Wert: sie modifizierten nur die Aussprache der ihnen vorhergehenden Konsonanten. Er hielt es daher für überflüssig, das Ъ ans Wortende zu setzen, sondern behielt nur das Ь, das die Weichheit der Konsonanten ausdrücken sollte.

## Zeichenkodierung
| Standard  | Standard    | Majuskel Ь                        | Minuskel ь                      |
| --------- | ----------- | --------------------------------- | ------------------------------- |
| Unicode   | Codepoint   | U+042C                            | U+044C                          |
| Unicode   | Name        | CYRILLIC CAPITAL LETTER SOFT SIGN | CYRILLIC SMALL LETTER SOFT SIGN |
| UTF-8     | UTF-8       | D0 AC                             | D1 8C                           |
| XML/XHTML | dezimal     | &#1068;                           | &#1100;                         |
| XML/XHTML | hexadezimal | &#x042C;                          | &#x044C;                        |